# Haltestelle Gladbeck-Zweckel
Gladbeck-Zweckel ist eine Haltestelle der Eisenbahn im Ortsteil Zweckel der nordrhein-westfälischen Stadt Gladbeck. Die Betriebsstelle umfasst einen Haltepunkt mit einer örtlich verbundenen Abzweigstelle. Diese waren bis zum Fahrplanwechsel 2010 als Haltepunkt Gladbeck-Zweckel und Abzweigstelle Zweckel eigenständige Betriebsstellen.

## Lage und Aufbau

### Außenanlage
Die Haltestelle befindet sich am Verknüpfungspunkt der VzG-Strecke 2236 (Gelsenkirchen-Bismarck – Winterswijk) mit der VzG-Strecke 2251 (Gladbeck West – Gladbeck-Zweckel). Letztere ist eine eingleisige Verbindungskurve zur VzG-Strecke 2250 (Oberhausen-Osterfeld – Hamm (Westf) Rbf).
Die nächsten Zugfolgestellen sind Gladbeck Ost und Gladbeck West im Süden sowie Feldhausen im Norden, die benachbarten Zugmeldestellen sind Gelsenkirchen-Bismarck, Gladbeck West und Dorsten. Die südlichen begrenzenden Blocksignale sind 4101 aus Richtung Gelsenkirchen-Bismarck) und 4103 aus Richtung Gladbeck West. Die nördlichen Blocksignale aus Richtung Dorsten sind 4102 (Regelgleis und 4104 (Gegengleis) unmittelbar hinter der Überführung Beethovenstraße, an der sich auch der Zugang zum Haltepunkt befindet. Dieser verfügt über zwei je 120 Meter lange und 38 Zentimeter hohe Seitenbahnsteige.

### Stellwerk Abzw

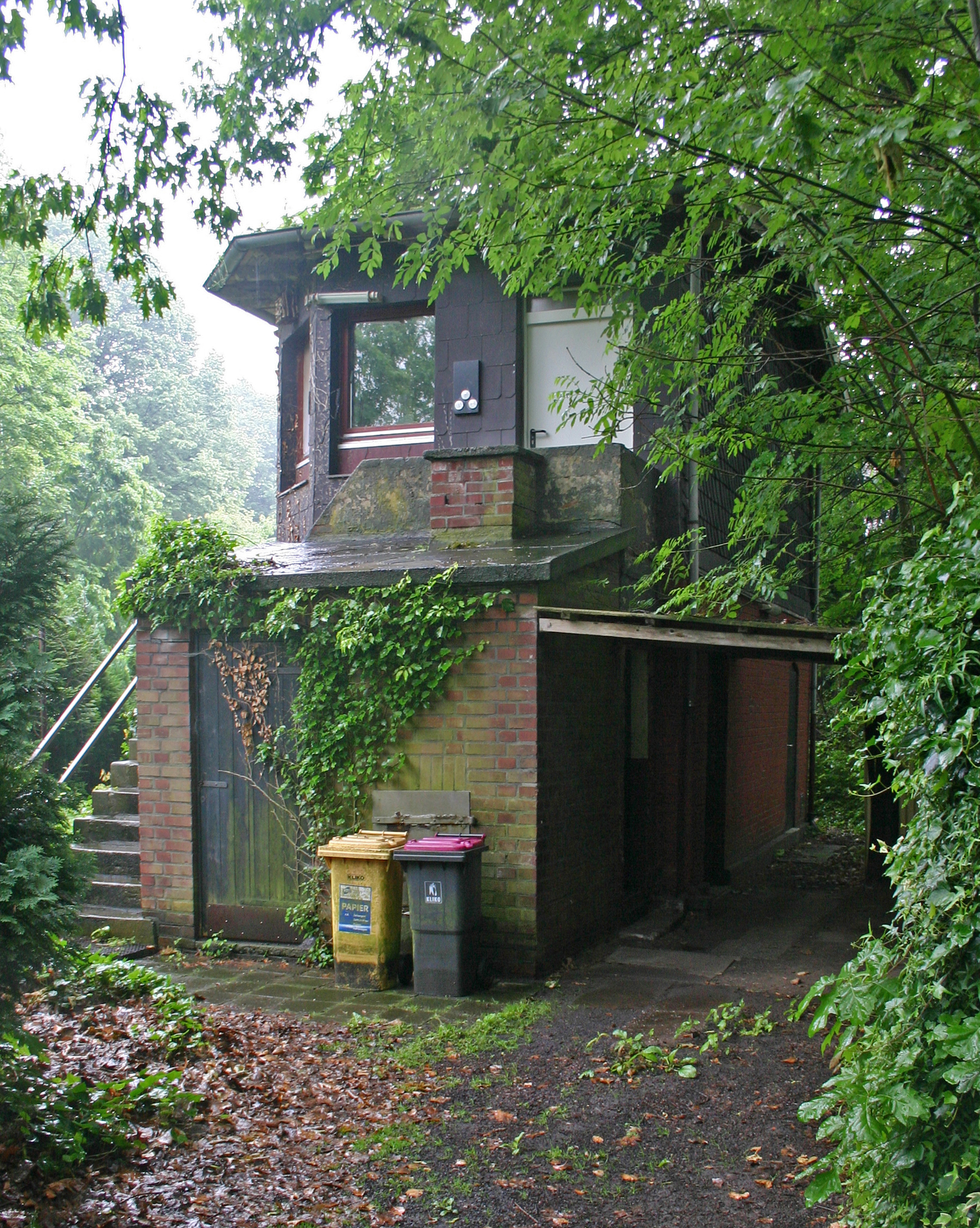
Stellwerk Abzw, 2014

Die Abzweigstelle Zweckel wurde vom mechanischen Stellwerk Abzw aus dem Jahr 1911 in Kilometer 10,93 überwacht. Neben den Formsignalen und Weichen wurde der nördlich des Stellwerks gelegene Bahnübergang Söllerstraße von hier aus geschlossen. Der Übergang diente dem nichtmotorisierten Individualverkehr, die Schranken verfügen über – sonst seltene – metallene Vorhänge als Unterkriechschutz und werden über eine Handkurbel bedient. Das Stellwerk und der Bahnübergang sind als Baudenkmal in der Denkmalliste der Stadt Gladbeck eingetragen.
Der Bau ist zweigeschossig, das obere Stockwerk mit dem Stellwerksraum ist über eine Außentreppe zu erreichen. Der Grundriss ist rechteckig, die Ecken sind abgeschrägt. Das Dach ist als Flachdach angelegt und ragt als Sonnenschutz über die Seitenwände hinaus. Der obere Teil der Außenwände besteht vermutlich aus Holzfachwerk und ist mit Naturschiefer- (Straßenseite) und Kunstschieferplatten verkleidet; der untere Teil ist geklinkert. Die Hebelbank stammt von Scheidt & Bachmann, Blockaufsatz und -untersatz stammen von Siemens. Die Hebelbank wies zwei Weichenhebel, drei Weichenriegel, vier Signalhebel sowie eine Freistelle (ehem. Weichenhebel) auf. Die Hebel waren über Doppeldrahtzüge mit dem im Erdgeschoss gelegenen Spannwerk verbunden, von wo aus die Drähte zu den jeweiligen Weichen und Signalen verliefen.
Überregionale Bekanntheit erlangte das Stellwerk ab den 1980er Jahren. Ein dort Dienst verrichtender Fahrdienstleiter versah die Fenster zunächst mit Blumenkästen. Im Laufe der Zeit schmückten der Beamte und seine Kollegen das Stellwerk mit weiteren Pflanzen, bis dieses von einem regelrechten Blumenmeer umgeben war. Diverse Zeitungen bezeichneten das Gebäude als „schönstes Stellwerk Deutschlands“. Von der einstigen Pracht ist seit der Pensionierung der Beamten nicht mehr viel erhalten. Die Stadt Gladbeck versah das „Blumenstellwerk“ mit einem Umweltpreis und nahm das Gebäude samt der von dort aus bedienten Schrankenanlage im Jahr 2001 in die städtische Denkmalliste auf.
Im Dezember 2018 wurde die Abzweigstelle an das ESTW Coesfeld angeschlossen und das Stellwerk Abzw geschlossen. Die Schrankenanlage wurde durch eine moderne Anlage ersetzt.

## Geschichte

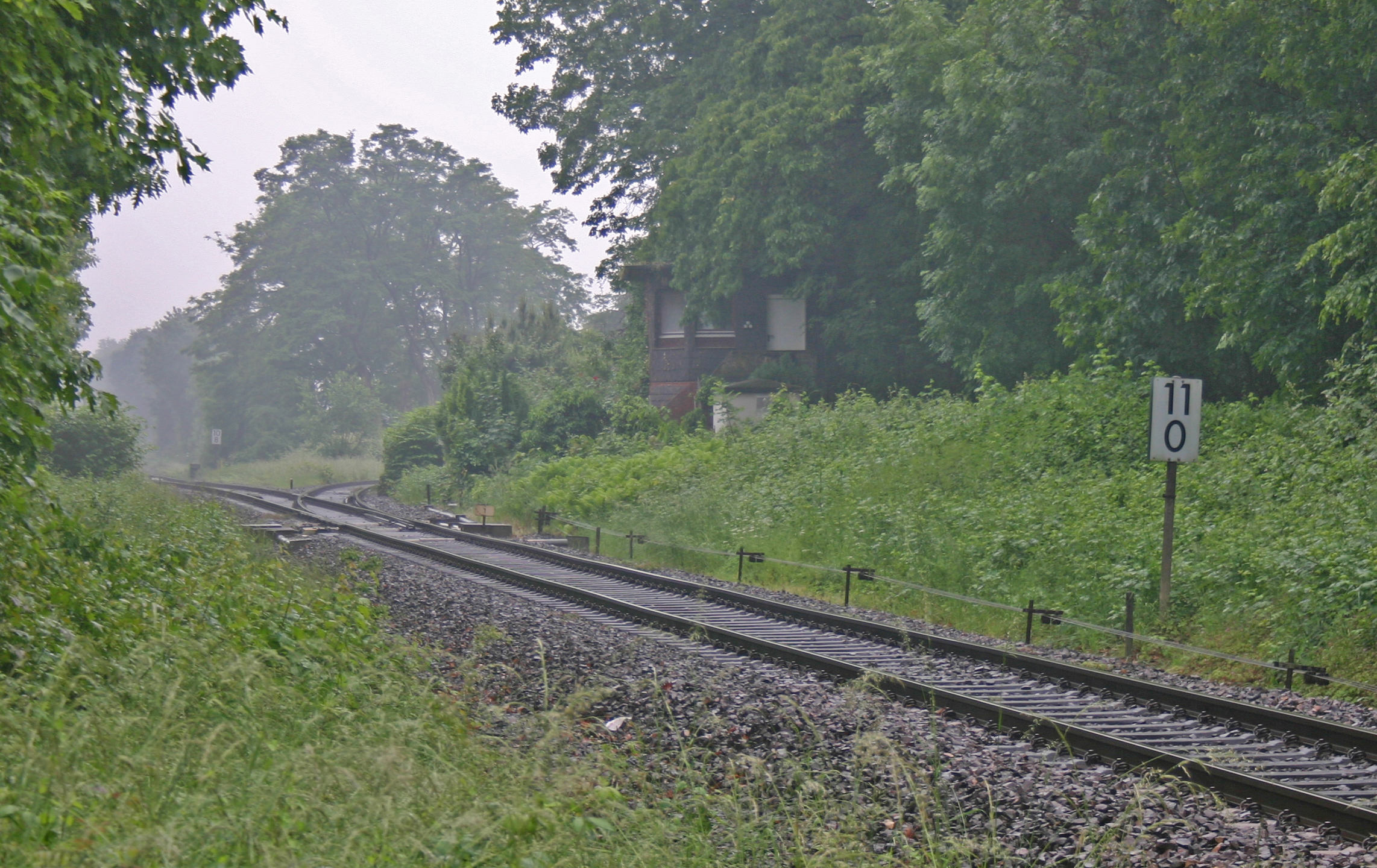
Abzweig der Verbindungskurve nach Gladbeck West (re.) von der Niederländisch-Westfälischen Bahn (li.), rechts daneben das Stellwerk Abzw, 2014

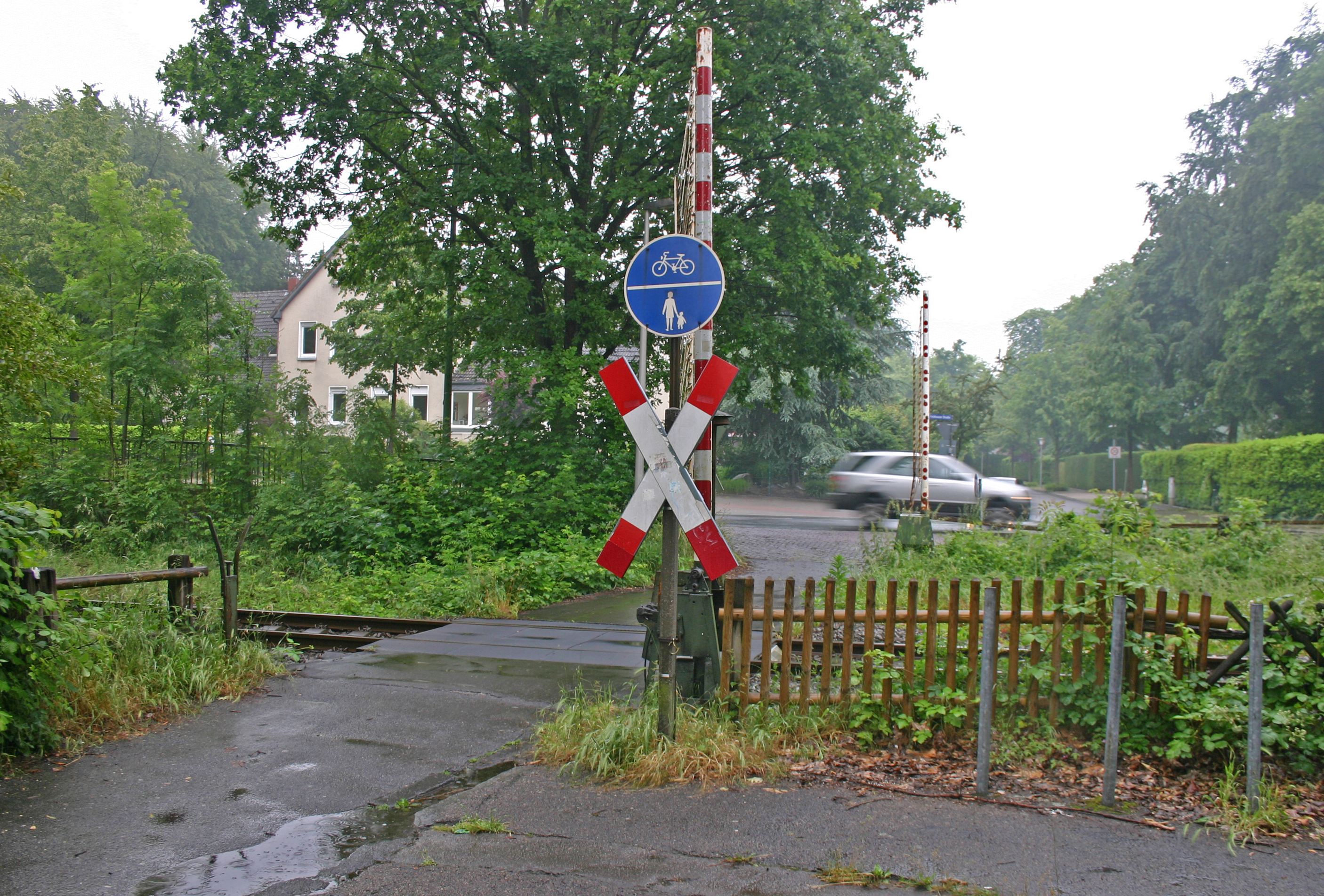
Bahnübergang Söllerstraße, 2014

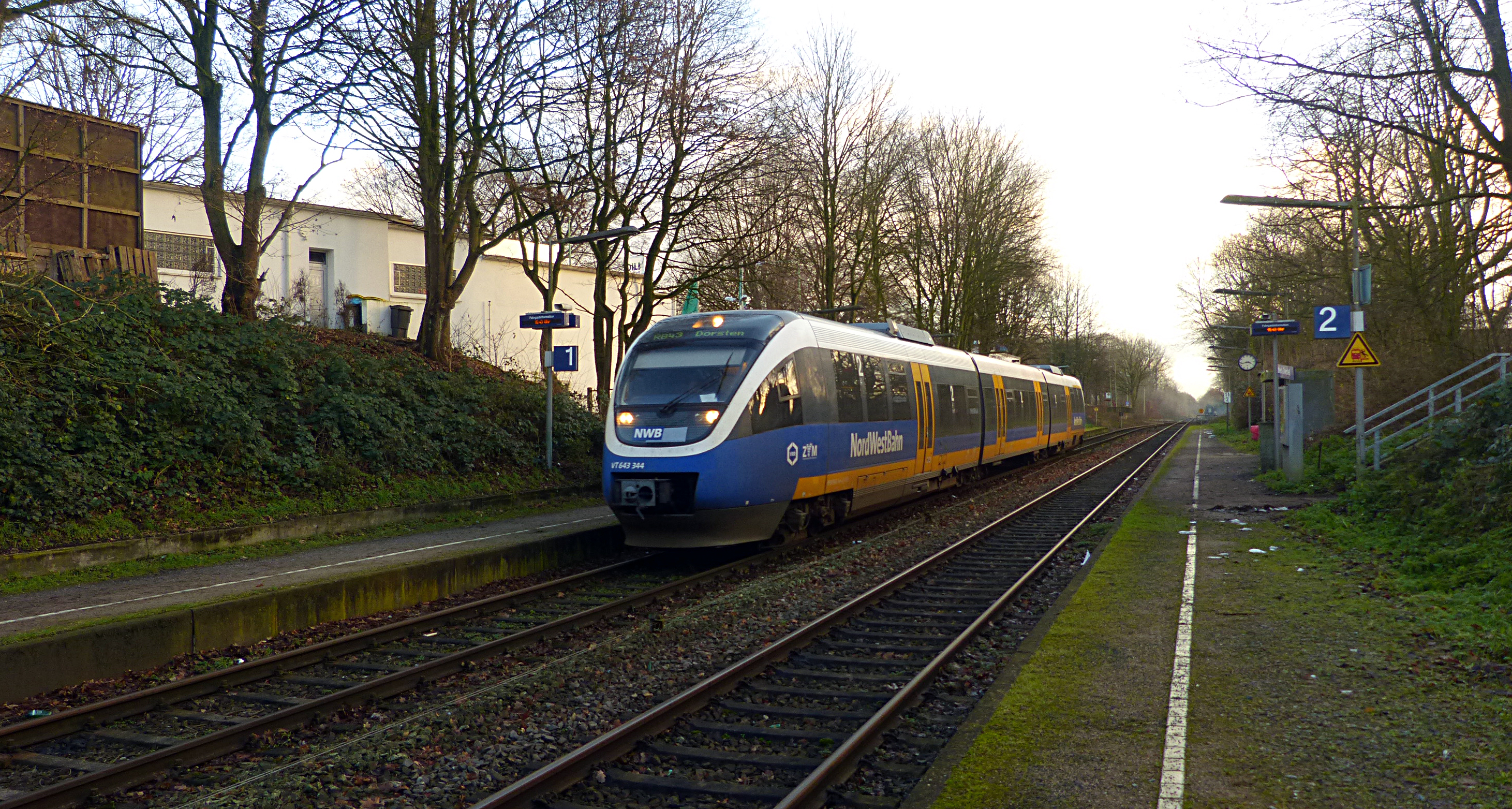
Ein Zug der Linie RB43 nach Dorsten, 2014

Die Strecke von Winterswijk nach Bismarck ging nach etwa zweijähriger Bauzeit am 21. Juni 1880 in Betrieb. Eigentümer der Strecke war die Niederländisch-Westfälische Eisenbahn-Gesellschaft, die Betriebsführung oblag der Bergisch-Märkischen Eisenbahn-Gesellschaft, ab 1882 den Preußischen Staatseisenbahnen. Ab 1889 war der preußische Staat zudem Eigentümer der Strecke. Der Streckenabschnitt in Höhe Zweckel unterstand nach der Verstaatlichung zunächst der Königlichen Eisenbahndirektion (KED) Elberfeld, nach mehrmaligen Wechseln dann ab 1895 der KED Essen.
In Höhe der späteren Abzweigstelle befand sich die erste Zeit ein Schrankenposten (Posten 8). Die Verbindungsstrecke nach Gladbeck West ging zeitgleich mit der Hamm-Osterfelder Bahn am 1. Mai 1905 in Betrieb, sie diente in den ersten Jahren ausschließlich dem Güterverkehr. Zwei Jahre nach Inbetriebnahme der Verbindungskurve baute die KED Essen die Niederländisch-Westfälische Strecke zweigleisig aus. Mit der Inbetriebnahme des Stellwerks im Jahr 1911 wurde der Bahnübergang um etwa 40 Meter nach Norden versetzt und der Posten aufgegeben.
Etwa zu dieser Zeit kursierten Pläne für eine Eisenbahnverbindung von Dortmund über Recklinghausen nach Wesel. Da die potentiellen Anliegergemeinden bestrebt waren, den für sie optimalen Streckenverlauf herauszuarbeiten, gab es zahlreiche Trassierungsentwürfe. Der Siedlungsverband Ruhrkohlenbezirk (SVR) griff eines dieser Vorhaben Anfang der 1920er Jahre auf und legte die Streckenführung als Verkehrsband Nr. 32 in den allgemeinen Planungsunterlagen fest. Die neue Bahn sollte von Dortmund aus unter Einschluss der Hamm-Osterfelder Bahn über Buer Nord, Zweckel und Kirchhellen nach Friedrichsfeld führen. In Zweckel war nach ersten Plänen der Bau eines Turmbahnhofs vorgesehen. Auf Betreiben der Stadt Buer erweiterte der SVR das Vorhaben ein Jahr darauf um eine Verbindungskurve von Zweckel nach Buer Nord (Verkehrsband Nr. 32a). Spätere Einsprüche der Stadt Gladbeck wurden nicht mehr berücksichtigt. Gegen Ende der 1920er Jahre unterbreitete die Stadt Dortmund einen weiteren Vorschlag. Dieser sah die Führung der Züge nach Wesel über die bestehende Haltern-Venloer Bahn vor, so dass es lediglich einer drei Kilometer langen Neubaustrecke zwischen Lippramsdorf und Sinsen bedurft hätte. Danach wurde es ruhig um das Projekt, eine Umsetzung blieb aus.
Infolge von Kriegseinflüssen war der Abschnitt von Zweckel nach Feldhausen zwischen 1945 und bis 1948 nur eingleisig befahrbar. Etwa 20 Jahre später ging am 24. September 1967 der Haltepunkt in Betrieb. Damit verfügte Zweckel zwei Jahre nach der Stilllegung der Vestischen Straßenbahnlinie 23 wieder über einen Schienenverkehrsanschluss.
Da die Verbindung von Gelsenkirchen-Bismarck nach Essen im Jahr 1969 wegfiel, verlagerte sich der Personenverkehr von Dorsten nach Essen zunehmend auf die Relation über die Verbindungskurve. Den sechsstreifigen Ausbau der Bundesautobahn 2 nahm die Deutsche Bundesbahn Mitte der 1980er Jahre zum Anlass, den Abschnitt südlich von Zweckel auf ein Streckengleis zurückzubauen. Die Abzweigstelle wurde damit auf das noch vorhandene Maß reduziert.
Ab 2011 häuften sich die Stimmen, die einen Ausbau des Haltepunkts forderten. Hintergrund ist die fehlende Barrierefreiheit der Station, deren Zugang ausschließlich über Treppenabgänge erfolgt. Die Ausbaupläne sehen neben dem Bau von Rampen oder Aufzügen auch die Befestigung der Bahnsteige und deren Verlängerung auf 170 Meter Länge vor. Da die Deutsche Bahn den Ausbau immer wieder nach hinten verschob, setzte die Stadt Gladbeck Ende 2013 eine provisorische Maßnahme um, indem sie einen Trampelpfad von der Haydnstraße zum Bahnsteig der Züge nach Süden befestigte. Im Februar 2015 fiel der Beschluss, am zweiten Bahnsteig eine Rampe zu errichten. Die Arbeiten hierzu liefen im Mai desselben Jahres an.
Mit der Fertigstellung der Bauarbeiten im September 2015 sind beide Bahnsteige nun barrierefrei zugänglich.

## Verkehr
Die Niederländisch-Westfälische Bahn war von 1880 bis 1905 die einzige Verbindung durch Zweckel. Ab 1905 nutzten einzelne Güterzüge die neue Verbindungskurve zur Hamm-Osterfelder Bahn, die eine direkte Verbindung ins westliche Ruhrgebiet darstellte. Ab 1926 wurde die Kurve auch von Personenzügen befahren.
Mit der Ausdehnung des Ruhrschnellverkehrs im Jahr 1938 erweiterte die Deutsche Reichsbahn das Fahrplangebot deutlich, etwa 50 Personenzüge rollten täglich an der Abzweigstelle vorbei, davon sieben Zugpaare über die Verbindung nach Gladbeck West. Nach 1941 stellte die Reichsbahn den Ruhrschnellverkehr kriegsbedingt wieder ein, die durchgehende Verbindung über Gladbeck West nach Essen fiel dieser Maßnahme zum Opfer.
Mit der Einstellung der Verbindung von Gelsenkirchen-Bismarck nach Essen im Jahr 1969 verlagerte sich der Nord-Süd-Personenverkehr zunehmend von der Niederländisch-Westfälischen Strecke auf die Verbindungskurve, über die weiterhin eine Direktverbindung mit Essen bestand. Mit dem Winterfahrplan 1987 führte die Deutsche Bundesbahn den Taktverkehr auf den beiden Strecken ein. Die Verbindung Borken – Dorsten – Abzw Zweckel – Gladbeck West – Bottrop Hbf wurde stündlich bedient, wobei die Züge abwechselnd nach Essen Hbf und Oberhausen Hbf verkehrten. Auf dem anderen Ast verkehrten alle zwei Stunden Nahverkehrszüge zwischen Dorsten und Wanne-Eickel Hbf.
Ab 1998 erfolgte eine weitere Ausweitung des Fahrplanangebots. Die Verbindung Borken – Essen wurde als eigenständige Linie RE14 im Stundentakt betrieben und nach Velbert-Langenberg verlängert; die Oberhausener Züge wurden als Linie RB44 nach Dorsten zurückgezogen und verkehrten ebenfalls stündlich. Die Züge der neuen Linie RB43 nach Wanne-Eickel Hbf verlängerte die Deutsche Bahn bis nach Dortmund Hbf. Ab 2006 übernahm die NordWestBahn die Betriebsführung auf den Linien RE14 und RB43. Die RB44 wurde ab 2002 von der Prignitzer Eisenbahn bedient, seit 2010 fährt hier ebenfalls die NordWestBahn. Im Dezember 2015 übernahm DB Regio NRW die Betriebsführung auf der Linie RB43. Zum Fahrplanwechsel im Dezember 2019 entfiel die Linie RB44, gleichzeitig wurde die Linie RE14 im Abschnitt Dorsten – Essen auf einen Halbstundentakt verdichtet. Stündlich verkehrt der RE14/RB45 als Flügelzug nach Borken und Coesfeld (mit Teilung ab Dorsten). Mit dem Fahrplanwechsel zum 12. Dezember 2021 unter der gemeinsamen Linienbezeichnung RE 14 Emscher-Münsterland-Express.
| Linie | Verlauf | Takt                                   | Betreiber     |
| ----- | --- | -------------------------------------- | ------------- |
| RE 14 | Emscher-Münsterland-Express: Zugteil 1: Borken (Westf) – Marbeck-Heiden – Rhade – Deuten – Hervest-Dorsten – Dorsten Zugteil 2: Coesfeld (Westf) – Reken-Maria Veen – Reken – Reken-Klein Reken – Lembeck – Wulfen (Westf) – Hervest-Dorsten – Dorsten Flügelung bzw. Wiedervereinigung: Dorsten – Feldhausen – Gladbeck-Zweckel – Gladbeck West – Bottrop Hbf – Essen-Borbeck – Essen West (nur Züge bis/ab Dorsten) – Essen Hbf Stand: Fahrplanwechsel Dezember 2023 | 60 min 30 min (Dorsten–Essen werktags) | RheinRuhrBahn |
| RB 43 | Emschertal-Bahn: Dorsten – Feldhausen – Gladbeck-Zweckel – Gladbeck Ost – Gelsenkirchen-Buer Süd – Gelsenkirchen Zoo – Wanne-Eickel Hbf – Herne – Herne-Börnig – Castrop-Rauxel Süd – Castrop-Rauxel-Merklinde – Dortmund-Bövinghausen – Dortmund-Lütgendortmund Nord – Dortmund-Marten – Dortmund-Rahm – Dortmund-Huckarde Nord – Dortmund Hbf Stand: Fahrplanwechsel Dezember 2021                                                                                   | 60 min                                 | DB Regio      |

Vom Haltepunkt besteht eine Umsteigemöglichkeit zu den Buslinien 253, 254 und 257 der Vestischen Straßenbahnen, über die der Busbahnhof Gladbeck Oberhof sowie Rentfort erreicht wird.
| Linie | Verlauf | Takt (Mo–Fr) |
| ----- | --- | ------------ |
| 253   | Gelsenkirchen-Horst, Buerer Str. – Schloß Horst – Brauck – Butendorf – Gladbeck Marktplatz – Gladbeck Oberhof – Gladbeck Goetheplatz – Gladbeck West Bf – Rentfort Am Park – Tunnelstr. – Zweckel Markt − Zweckel Mitte/Bf Ab Zweckel Mitte/Bf weiter als Linie 254 in Richtung Gladbeck Oberhof                | 30 min       |
| 254   | Rentfort Am Park – Margaretenstr. – Ellinghorst – Gladbeck Marktplatz – Gladbeck Oberhof – Gladbeck Goetheplatz – Gladbeck West Bf – Schultendorf – Zweckel – Zweckel Mitte/Bf Ab Zweckel Mitte/Bf weiter als Linie 253 in Richtung Rentfort, abends als TaxiBus zwischen Gladbeck Oberhof und Zweckel Mitte/Bf | 30 min       |
| 257   | Zweckel Tunnelstr. – Zweckel Markt – Zweckel Mitte/Bf – Gladbeck Goetheplatz – Gladbeck Oberhof | 20 min       |